# Tanjung Aur II (Tanjung Kemuning)
Tanjung Aur II is een bestuurslaag in het regentschap Kaur van de provincie Bengkulu, Indonesië. Tanjung Aur II telt 397 inwoners (volkstelling 2010).